# پراشانت نیل
پراشانت نیل (انگلیسی: Prashanth Neel؛ زادهٔ ۴ ژوئن ۱۹۸۰) کارگردان فیلم و فیلم‌نامه‌نویس هندی است که بیشتر در در فیلم‌های کنادا به فعالیت مشغول است. او اولین تجربه کارگردانی خود را در فیلم کنادایی خشم به انجام رساند و بعد از آن، مجموعه فیلم دو قسمتی: کی.جی.اف: بخش ۱ (۲۰۱۸) و کی.جی.اف: بخش ۲ (۲۰۲۲) را کارگردانی کرد که فیلم آخری رتبه اول پرفروش‌ترین فیلم کنادا را کسب کرده‌است.

## زندگی شخصی
پراشانت نیلاکانتاپورام در روز ۴ ژوئن ۱۹۸۰ در خانواده‌ای تلوگو-زبان در کرناتکه بدنیا آمد.

## فیلم‌شناسی
| سال  | نام فیلم                | کارگردان | نویسنده | زبان  | نکات |
| ---- | ----------------------- | -------- | ------- | ----- | ---- |
| ۲۰۱۴ | خشم                     | آری      | آری     | کنادا |      |
| ۲۰۱۸ | کی.جی.اف: بخش ۱         | آری      | آری     | کنادا |      |
| ۲۰۲۲ | کی.جی.اف: بخش ۲         | آری      | آری     | کنادا |      |
| ۲۰۲۳ | سالار: قسمت اول - آتش‌بس | آری      | آری     | تلوگو |      |